# ロケット一覧
ロケット一覧（ロケットいちらん）では、ローンチ・ヴィークル（打ち上げシステム）を始めとした、ロケットエンジンを推進力とする「ロケット」とみなされるものの一覧を扱う。

## 打ち上げシステム

### ソ連・ロシア
- アンガラ
- コスモス, ロシア
- ツィクロン, ウクライナ
  - ツィクロン2
  - ツィクロン3
  - ツィクロン4
- ドニエプル, ウクライナ
- エネルギア, ソ連（退役）
- N-1, ソ連（退役）
- R-7からの派生型ロケット（退役）
  - スプートニク
  - ボストーク
  - モルニヤ
  - ボスホート
- ソユーズロケットファミリー
  - ソユーズU（退役）
  - ソユーズU2（退役）
  - ソユーズFG（退役）
  - ソユーズ2（ソユーズ2.1a、2.1b、ST-A、ST-B）
  - ソユーズ2.1v
- プロトン (プロトンK、プロトン-M)
- ロコット（退役）
- スタールト1
- ストレラ
- ヴォルナ
- ゼニット, ウクライナ（シーローンチで使用）
  - ゼニット2
  - ゼニット2M
  - ゼニット3
  - ゼニット3SL
  - ゼニット3SLB
  - ゼニット3SLBF

### アメリカ
- アテナ（アテナI、アテナII）
- アトラス
  - アトラスII（退役）
  - アトラスIII（退役）
  - アトラスV
- デルタ（退役）
  - デルタ II（退役）
  - デルタ III（退役）
  - デルタ IV（退役）
  - デルタ IV ヘビー（退役）
- スペース・ローンチ・システム
- ジュノーI（退役）
- ジュノーII（退役）
- ミノタウロス
  - ミノタウロスI
  - ミノタウロスIV
  - ミノタウロスV
  - ミノタウロスC
- ペガサス（ペガサスXL）
- アンタレス
- レッドストーン（退役）
- サターン（退役）
  - サターンI（退役）
  - サターンIB（退役）
  - サターンV（退役）
- スカウト（退役）
- ソー（退役）
  - ソー・エイブル（退役）
  - ソー・アジェナ（退役）
  - ソー・エイブルスター（退役）
  - ソー・バーナー（退役）
- タイタン（退役）
  - タイタンI（退役）
  - タイタンII（退役）
  - タイタンII GLV（退役）
  - タイタン23B（退役）
  - タイタンIII（退役）
  - タイタンIV（退役）
- ヴァンガード（退役）
- ヴァルカン
- スペースX社
  - ファルコン1（退役）
  - ファルコン9（v1.0、v1.1退役）
    - ファルコン9フル・スラスト

  - ファルコンヘビー
  - スターシップ／スーパーヘビー（開発中）
- ロケット・ラボ社
  - エレクトロン
  - ニュートロン（開発中）
- ヴァージン・オービット社
  - ランチャーワン（退役）
- アストラ社
  - ロケット3.3（退役）
- ファイアフライ・エアロスペース社
  - ファイアフライ・アルファ（英語版）
- ブルーオリジン社
  - ニューグレン
- レラティビティ・スペース社
  - テランR（開発中）

### ヨーロッパ
- フランス国立宇宙センター (CNES)
  - ディアマン（退役）
- イギリス国立宇宙センター
  - ブラック・アロー（退役）
- 欧州ロケット開発機構 (ELDO)
  - ヨーロッパ（退役）
- 欧州宇宙機関 (ESA)
  - アリアン
    - アリアン1（退役）
    - アリアン2（退役）
    - アリアン3（退役）
    - アリアン4（退役）
    - アリアン5（退役）
    - アリアン6

  - ヴェガ

### 中国
- 風暴1号 (FB-1)（退役）
- 長征
  - 長征1号（退役）
  - 長征2号（2A, 2C, 2D, 2E）
    - 長征2号F（有人飛行用）

  - 長征3号（3A, 3C）
    - 長征3号B

  - 長征4号（4A, 4B, 4C）
  - 長征5号
  - 長征6号
  - 長征7号
  - 長征8号
  - 長征9号（開発中）
  - 長征10号（英語版）（開発中）
  - 長征11号
- 開拓者
  - 開拓者1号（退役）
  - 開拓者2号（退役）
- 快舟
- i-Space（英語版）社
  - Hyperbola-1
- ギャラクティック・エナジー（英語版）社
  - Ceres-1
- CASスペース（英語版）社
  - 力箭1号
- スペース・パイオニア（英語版）社
  - 天龍2号
- ランドスペース社
  - 朱雀1号（退役）
  - 朱雀2号

### 日本
退役したロケットを「●」、開発中止したロケットを「▲」と記す。
- 宇宙科学研究所 (ISAS)
  - ラムダロケット
    - L-4S ●

  - ミューロケット
    - M-4S ●
    - M-3C ●
    - M-3H ●
    - M-3S ●
    - M-3SII ●
    - M-V ●
- 宇宙開発事業団 (NASDA)
  - Q ▲
  - N-I ●
  - N-II ●
  - H-I ●
  - H-II ●
- 共同 (宇宙科学研究所＆宇宙開発事業団)
  - J-I ●
- 宇宙航空研究開発機構 (JAXA)
  - H-IIA ● - NASDA & JAXA
  - H-IIB ●
  - イプシロンロケット
  - H3 - 次期基幹ロケット
- スペースワン
  - カイロス

- インターステラテクノロジズ
  - ZERO
- 将来宇宙輸送システム
  - ASCA

- ギャラクシーエクスプレス
  - GX▲

### その他
- PSLV, インド
- GSLV, インド
- LVM3, インド
- シャビット, イスラエル
- サフィール, イラン
- VLS-1, ブラジル
- 羅老, 韓国（退役）
- ヌリ, 韓国

## 上段
- ブロックD、ロシア
- ブリーズ-M、ロシア
- フレガート、ロシア
- アジェナ、アメリカ（退役）
- トランステージ、アメリカ（退役）
- 慣性上段ステージ (IUS)、アメリカ（退役）
- ペイロード・アシスト・モジュール、アメリカ合衆国
- セントール、アメリカ
- 地球離脱ステージ (EDS)、アメリカ（開発中）

## 無誘導兵器
- コングリーヴ・ロケット
- ル・プリエールロケット
- カッサム・ロケット
- RP-3
- Fajr-3
- Fajr-5
- カイバル-1

### 無誘導対航空機ロケット
- AIR-2
- Fin-Folding Aerial Rocket
- R4M
- RS-82

## 弾道ミサイル
- Al-Samoud 2
- ミニットマン
  - ミニットマンI
  - ミニットマンII
  - ミニットマンIII
- ジュピター
- ジュピター-C
- ペガサス
- ピースキーパー
- R-7
- V2ロケット